# Katharina Storck-Duvenbeck
Katharina Storck-Duvenbeck (* 7. Mai 1968 in Thalmässing) ist eine deutsche Autorin.

## Leben
Katharina Storck-Duvenbeck wurde am 7. Mai 1968 in Thalmässing geboren. Unter dem Pseudonym Carla Brunetti veröffentlichte sie ihr erfolgreichstes Buch Traumfrau auf Abwegen. Heute lebt die Mutter von vier Kindern in Roth.

## Künstlerisches Wirken
In ihrem Atelier in Roth, dem Löwenkeller, stellt Katharina Storck-Duvenbeck ihre Werke, Fotografien und selbst gemalten Bilder aus. Außerdem unterstützt sie Schüler bei Projekten, in denen sie gemeinsam malen oder Filme drehen. Neben dem Schreiben von Büchern ist sie auch in der Werbebranche tätig und gestaltet dort Werbeplakate oder dreht Werbespots.

## Werke (Auswahl)
- Köstliches aus der Lustküche. Erotische Geschichten und Gedichte rund ums Thema Essen, eingebettet in ein 8-Gang-Menü, Mauer-Verlag Kriese, Rottenburg 2006, ISBN 3-938606-29-0
- Keimende Kraft und blühendes Leben, Schmöker-Verlag Bienert, Garbsen 2006, ISBN 978-3-939883-01-2
- Geheimnis einer Bank, Schmöker-Verlag Bienert, Garbsen 2007, ISBN 978-3-939883-09-8
- Die Suppenlative! Ein Geschichten und Rezepteintopf, Schmöker-Verlag Bienert, Garbsen 2008, ISBN 978-3-939883-12-8
- …es muss kein Bestseller sein!, HerJo-Verlag, Hamburg 2008
- Die zwei Leben der Hellen Schätzler oder der vergessene Brief, Schmöker-Verlag Bienert, Garbsen 2008, ISBN 978-3-939883-15-9
- Mord und andere Untaten. Krimis und andere Kurzgeschichten, Schmöker-Verlag Bienert, Garbsen 2009, ISBN 978-3-939883-16-6
- Die Abweichung. Eine Parabel im inneren Monolog, Rüger-Verlag, Nürnberg 2011, ISBN 978-3-932717-39-0
- Wenn zwei Sterne leuchten, Rüger-Verlag, Nürnberg 2012, ISBN 978-3-932717-43-7

## Auszeichnungen
- Elisabeth-Engelhardt-Literaturpreis 2012